# The Spectre
The Spectre (in lingua inglese: Lo spettro) è un prominente picco roccioso alto 2.020 m, situato vicino al centro degli Organ Pipe Peaks, nelle Gothic Mountains, catena montuosa che fa parte dei Monti della Regina Maud, in Antartide. 
Fu scoperto nel dicembre 1934 dal gruppo geologico guidato da Quin Blackburn, componente della spedizione antartica americana condotta dall'ammiraglio Richard Evelyn Byrd. 
La denominazione allusiva fu proposta da Edmund Stump, componente del gruppo geologico dell'Università statale dell'Arizona facente parte del Programma Antartico degli Stati Uniti d'America (USARP), che aveva svolto attività di ricerca in quest'area nel 1980-81.